# マキタ沼津
株式会社マキタ沼津（マキタぬまづ）は、かつて静岡県沼津市に存在した汎用エンジン、農業機械、防災機器を製造する企業。電動工具メーカーマキタの子会社であったが、2013年4月1日に吸収合併された。かつては富士重工業（現・SUBARU）の子会社だった。

## 沿革
- 1943年 - 中島飛行機株式会社三島製作所として航空機用補機の製造を開始。
- 1950年 - 富士産業株式会社より分離独立し富士機械工業株式会社を設立。
- 1961年 - 東京証券取引所2部に上場。
- 1966年 - 富士ロビン株式会社に社名変更。
- 1991年 - 本社を静岡県沼津市に移転。
- 2007年
  - 3月20日 - マキタが富士ロビンの株式公開買い付け（TOB）を開始（富士重工業も買い付けを全面的に支持）。
  - 5月15日 - TOB成立によりマキタの子会社となる。
  - 7月26日 - マキタによる完全子会社化のため、上場廃止。
  - 8月1日 - 株式会社マキタ沼津に社名変更。富士重工業との受託生産、商品供給関係は継続。自社製品のブランド名でもあった「ロビン」は富士重工業が産機事業で使用しているブランド名のため、「ラビット」に変更した。現在は農業機械、防災機器で使用している。なお、「ラビット」は富士重工業が生産した「ラビットスクーター」に由来する。
- 2013年4月1日 - 親会社の株式会社マキタに吸収合併された[1][2]。